# Gare de Saint-Pierre-d'Argençon
La gare de Saint-Pierre-d'Argençon est une gare ferroviaire française, fermée, de la ligne de Livron à Aspres-sur-Buëch. Elle est située sur le territoire de la commune de Saint-Pierre-d'Argençon, dans le département des Hautes-Alpes, en région Provence-Alpes-Côte d'Azur.
Saint-Pierre-d'Argençon est mise en service en 1894 par la Compagnie des chemins de fer de Paris à Lyon et à la Méditerranée (PLM). Elle est fermée en 1972 par la Société nationale des chemins de fer français (SNCF).

## Situation ferroviaire
Établie à 777 mètres d'altitude, la gare de Saint-Pierre-d'Argençon est située au point kilométrique (PK) 103,712 de la ligne de Livron à Aspres-sur-Buëch, entre les gares de La Beaume et d'Aspres-sur-Buëch.

## Histoire
La gare de Saint-Pierre-d'Argençon est mise en service le 1er juin 1894 par la Compagnie des chemins de fer de Paris à Lyon et à la Méditerranée (PLM), lorsqu'elle ouvre à l'exploitation la section de Die à Aspres-sur-Buëch de sa ligne de Livron à Aspres-sur-Buëch,.
En 1911, Saint-Pierre-d'Argençon figure dans le nomenclature des gares, stations et haltes, de la Compagnie des chemins de fer de Paris à Lyon et à la Méditerranée (PLM) : c'est une gare qui porte le no 17 sur la ligne de Livron à Briançon, entre les gares de La Beaume (no 16) et Aspres-sur-Buëch (no 18). Grande Vitesse, renvoi no 7 : « Gare ouverte au service complet de la grande vitesse, à l'exclusion des chevaux chargés dans des wagons-écuries s'ouvrant en bout et des voitures à 4 roues à deux fonds et à deux banquettes dans l'intérieur, omnibus, diligences, etc. » ; Petite Vitesse, renvoi no 1 : « Gare ouverte au service complet de la petite vitesse... » (mêmes exclusions que pour la grande vitesse).
La gare est fermée le 6 mars 1972, par la Société nationale des chemins de fer français (SNCF), lors de la suppression du service omnibus sur la ligne[réf. souhaitée].

## Patrimoine ferroviaire
Le bâtiment d'origine de la gare, désaffecté du service ferroviaire, est toujours présent en 2019.